# Kevin Schettina
Kevin Schettina (* 8. November 1993 in Wien) ist ein österreichischer Eishockeyspieler, der seit 2016 beim EC KAC in der Österreichischen Eishockey-Liga unter Vertrag steht und seit Januar 2018 an den EC Bregenzerwald ausgeliehen ist.

## Karriere
Schettina spielte in seinen jungen Jahren beim Wiener Eislöwen-Verein. Im Jahr 2010 wechselte er in die Jugend vom EC Red Bull Salzburg und spielte dort vier Jahre. Nach zwei Jahren beim EHC Bregenzerwald wechselte er 2016 zum Rekordmeister EC KAC.

## Erfolge und Auszeichnungen
- 2011 Österreichischer Meister mit dem EC Red Bull Salzburg
- 2016 Inter-National-League-Meister mit dem EHC Bregenzerwald

## Karrierestatistik
(Legende zur Spielerstatistik: Sp oder GP = absolvierte Spiele; T oder G = erzielte Tore; V oder A = erzielte Assists; Pkt oder Pts = erzielte Scorerpunkte; SM oder PIM = erhaltene Strafminuten; +/− = Plus/Minus-Bilanz; PP = erzielte Überzahltore; SH = erzielte Unterzahltore; GW = erzielte Siegtore; 1 Play-downs/Relegation; Kursiv: Statistik nicht vollständig)